# Плитвицька Єзера
44°53′ пн. ш. 15°37′ сх. д. / 44.88° пн. ш. 15.61° сх. д.
Плитвицька Єзера (хорв. Plitvička Jezera) – громада і населений пункт в Лицько-Сенській жупанії Хорватії.

## Населення
Населення громади за даними перепису 2011 року становило 4 373 осіб. Населення самого поселення становило 315 осіб.
Динаміка чисельності населення громади:
Динаміка чисельності населення центру громади:

## Населені пункти
Крім поселення Плитвицька Єзера, до громади також входять:
- Бєлополє
- Чанак
- Чуїця Крчевина
- Доній Ваганаць
- Дракулич Рієка
- Горній Ваганаць
- Градина-Кореницька
- Хомоляць
- Ясиковаць
- Єзерце
- Калебоваць
- Капела-Кореницька
- Комполє-Кореницько
- Кончарев Край
- Корана
- Корениця
- Козян
- Крбавиця
- Лицько-Петрово-Село
- Михалєваць
- Ново Село-Кореницько
- Ораваць
- Плитвиця-Село
- Плитвицький Лєсковаць
- Полянак
- Понор-Кореницький
- Прієбой
- Растовача
- Решетар
- Рудановаць
- Сертич-Поляна
- Смолянаць
- Шегановаць
- Трнаваць
- Тук-Бєлопольський
- Врановача
- Врело-Кореницько
- Врпиле
- Заклопача
- Желява

## Клімат
Середня річна температура становить 8,32°C, середня максимальна – 21,55°C, а середня мінімальна – -6,44°C. Середня річна кількість опадів – 1356,00 мм.
| Клімат поселення                              | Клімат поселення | Клімат поселення | Клімат поселення | Клімат поселення | Клімат поселення | Клімат поселення | Клімат поселення | Клімат поселення | Клімат поселення | Клімат поселення | Клімат поселення | Клімат поселення | Клімат поселення |
| Показник                                      | Січ.             | Лют.             | Бер.             | Квіт.            | Трав.            | Черв.            | Лип.             | Серп.            | Вер.             | Жовт.            | Лист.            | Груд.            |                  |
| Середній максимум, °C                         | 5,94             | 6,55             | 9,34             | 13,26            | 18,24            | 21,55            | 21,04            | 20,42            | 16,66            | 12,74            | 7,63             | 4,17             |                  |
| Середня температура, °C                       | −0,25            | 0,38             | 3,15             | 7,08             | 12,06            | 15,38            | 17,59            | 16,98            | 13,23            | 9,30             | 4,20             | 0,74             |                  |
| Середній мінімум, °C                          | −6,44            | −5,82            | −3,04            | 0,90             | 5,86             | 9,19             | 14,17            | 13,55            | 9,80             | 5,87             | 0,76             | −2,68            |                  |
| Норма опадів, мм                              | 91               | 96               | 101              | 115              | 105              | 108              | 83               | 95               | 129              | 143              | 161              | 129              |                  |
| Середньомісячна швидкість вітру, м/с          | 1.88             | 1.98             | 2.26             | 2.23             | 2.06             | 1.84             | 1.81             | 1.70             | 1.73             | 1.85             | 2.01             | 2.05             |                  |
| Середньомісячна сонячна радіація, кДж/м²·день | 4541             | 7202             | 10611            | 15036            | 19081            | 20880            | 22638            | 19298            | 14341            | 9250             | 4967             | 3778             |                  |
| --------------------------------------------- | ---------------- | ---------------- | ---------------- | ---------------- | ---------------- | ---------------- | ---------------- | ---------------- | ---------------- | ---------------- | ---------------- | ---------------- | ---------------- |
| Джерело:                                      |                  |                  |                  |                  |                  |                  |                  |                  |                  |                  |                  |                  |                  |